# Dornumer Nacken

Dornumer Nacken zwischen Dornum und Langeoog

Der Dornumer Nacken ist eine Sandbank im Wattenmeer im Bereich der Ostfriesischen Inseln. Sie befindet sich südlich von Langeoog zwischen Baltrumer Wattfahrwasser und Accumersieler Balje. Der Dornumer Nacken gilt als ein bedeutender Seehund-Teillebensraum sowie als bedeutendes Rast- und Nahrungsgebiet für Wasser- und Watvögel.